# آمتکلی
آمتکلی (به لاتین: Amtkeli) یک رود در شمال‌غربی گرجستان است که در آبخاز واقع شده‌است. این رود از جنوب به دریاچه آمتکلی می‌ریزد و در ادامه به رود کودوری می‌پیوندد. حوضه آبریز آن ۳۹۸ کیلومتر مربع (۱۵۴ مایل مربع) است.
آمتکلی از برف، باران و آب‌های زیرزمینی تغذیه می‌شود. سیل در اواخر بهار و تابستان و جریان کم در زمستان رخ می‌دهد.